# Machete
Die Machete (Lehnwort aus dem Spanischen, spanische Aussprache [maˈʧete], deutsche Aussprache zumeist [maˈxe:tə]), im Deutschen auch als Buschmesser bezeichnet, ist ein großes Messer mit einer bis zu drei Millimeter starken, langen Klinge, die für hackende und hauende Bewegungen beziehungsweise Tätigkeiten ausgelegt ist.

Verschiedene Formen der Machete

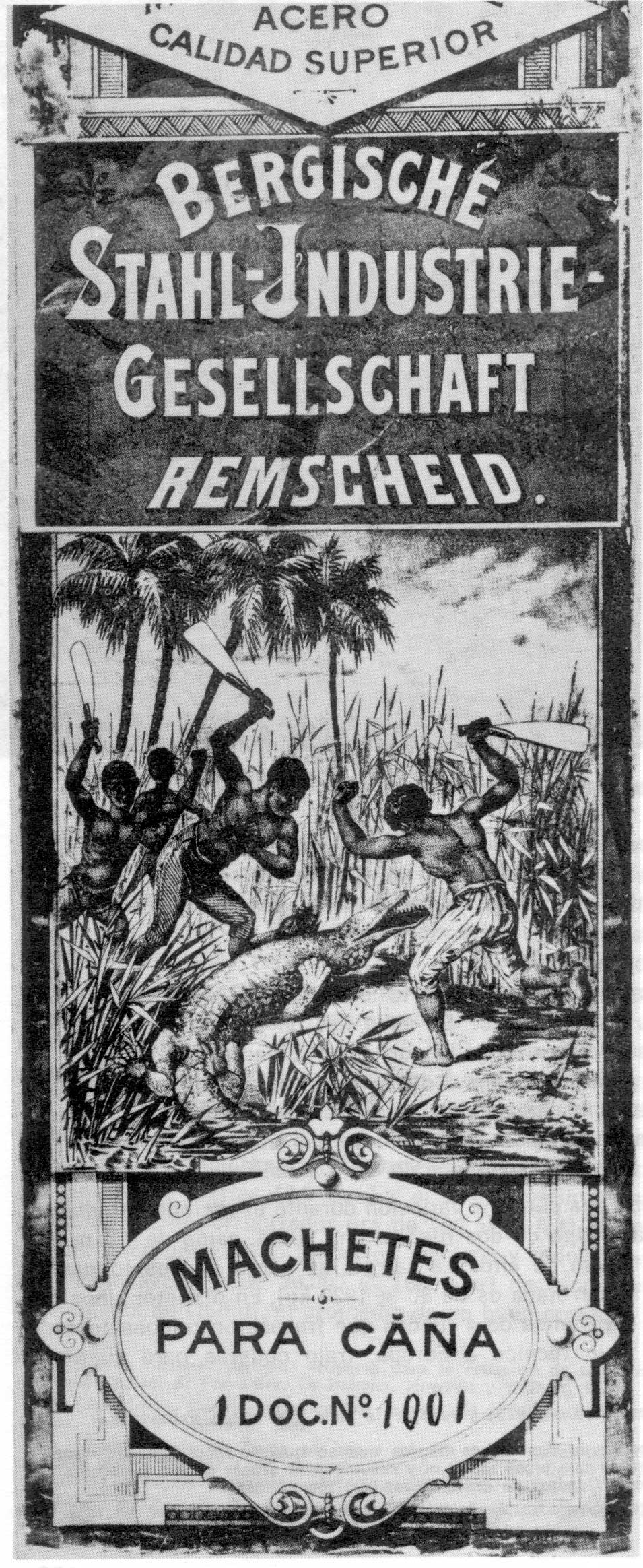
Etikett einer Macheten-Verpackung von 1885

## Gebrauch in der Landwirtschaft
In ihrem häufigsten Gebrauch ist die Machete ein Werkzeug besonders in der Rohrzuckerproduktion. Sie wird dabei sowohl zum Schneiden des Zuckerrohrs kurz oberhalb der Wurzel als auch zur Säuberung des Stängels von den Blättern eingesetzt. Auch bei der Entfernung von Unkraut wird die Machete auf den Zuckerrohrfeldern wie in der Gartenarbeit verwendet. Darüber hinaus wird sie als Buschmesser verwendet. Es gibt zahlreiche Formen der Machete, die in der Regel nach ihrem Herkunftsland (La Inglesa – die Englische, La Alemana – die Deutsche) benannt sind.
Der typische Zuckerrohrarbeiter ist der Machetero, der schon äußerlich an seinem besonders muskulösen Schlagarm zu erkennen ist. Die Qualität der Machete hängt entscheidend von dem bei der Produktion verwendeten Stahl ab sowie von ihrer ausbalancierten Konstruktion, die sie zu einer Verlängerung des Unterarmes macht.
Trotz des Einsatzes von Zuckerrohrerntemaschinen wie auf Kuba ist der machetero immer noch dort im Einsatz, wo die Bodenform oder die Größe des Feldes die Verwendung von Maschinen nicht erlaubt oder ihr Einsatz unwirtschaftlich ist.

## Gebrauch als Waffe
Wie bei den Bauernaufständen in Europa Werkzeuge (wie Heugabeln und Dreschflegel) für den Kampf verwendet wurden, so wurde auch bei den Aufständen in den Zuckerkolonien des 17., 18. und 19. Jahrhunderts die Machete als Nahkampfwaffe eingesetzt. In der Zeit einschüssiger Gewehre war der Nahkampf die Regel, so dass etwa während des kubanischen Befreiungskrieges gegen die spanische Kolonialmacht 1868–1898 die Macheten-Abteilungen der Mambises bei den spanischen Kolonialsoldaten gefürchtet waren – auch wegen der furchtbaren Verletzungen, die mit dieser Waffe angerichtet wurden. Mit dem Aufkommen mehrschüssiger Gewehre verlor die Machete genauso wie der Säbel weitgehend ihre Bedeutung als Kampfwaffe.
Auch im 20. und 21. Jahrhundert wird die Machete noch als Waffe eingesetzt, was sich aber vor allem auf den afrikanischen Kontinentalraum begrenzt, wenn auch weniger als Kampfwaffe, so doch als Mordwaffe, im Rahmen von Terrorakten, Attentaten oder Gewaltakten auf einzelne Personen. So verwendeten die Interahamwe-Milizen während des Völkermordes an den Tutsi in Ruanda hauptsächlich Macheten. Auch terroristische Vereinigungen, wie die kongolesische CODECO oder die Boko Haram, sind für diese besonders barbarische Tötungsart berüchtigt.

## Mythos Machete

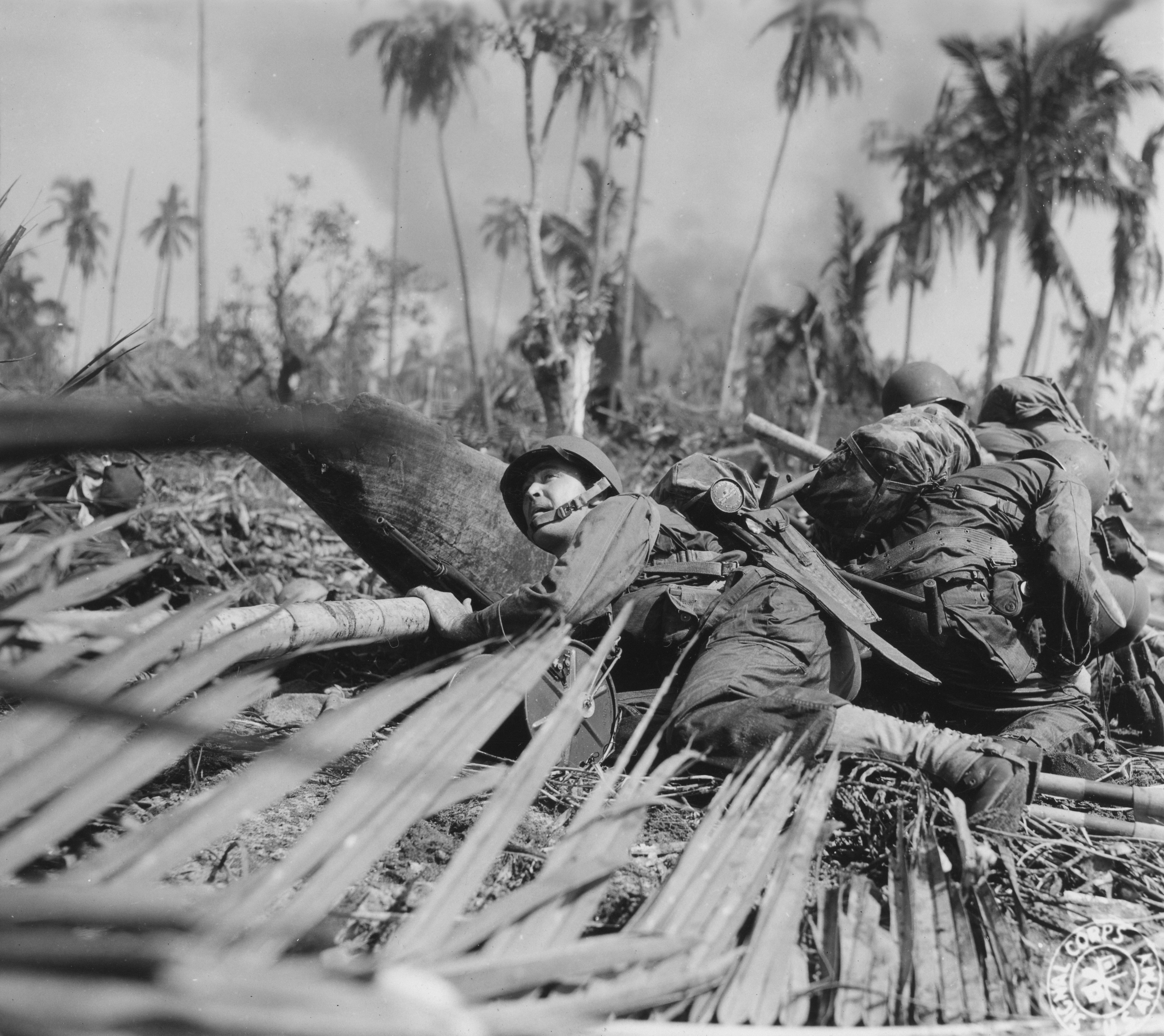
US-Soldat mit einer Machete während des Pazifikkriegs

Die Machete ist in Europa hauptsächlich durch Abenteuerromane und -filme bekannt, daher wird sie dort in der Regel als Buschmesser und Waffe gesehen. Hauptsächlich dient sie jedoch vielerorts als Werkzeug, besonders bei der Ernte von z. B. Zuckerrohr. In der europäischen Forstwirtschaft benutzen Waldarbeiter ähnliche Werkzeuge, wie Hippe und Schweizer Gertel.